# War Hunt
War Hunt (Brasil: Obsessão de Matar  ) é um filme estadunidense de 1962, em preto e branco,  dos  gêneros drama e guerra, dirigido por Denis Sanders, roteirizado por Stanford Whitmore, música de Bud Shank.

## Sinopse
Um soldado americano novato e idealista confronta-se com outro soldado, um psicótico matador, pelos cuidados de um garoto coreano, durante a Guerra da Coreia.

## Elenco
- John Saxon ....... Soldado Raymond Endore
- Robert Redford ....... Soldado Roy Loomis
- Charles Aidman ....... Capitão Wallace Pratt
- Sydney Pollack ....... Sargento Owen Van Horn
- Tommy Matsuda ....... Charlie o garoto coreano
- Gavin MacLeod .......  Soldado Crotty
- Anthony Ray ....... Soldado Joshua Fresno
- Tom Skerritt ....... Sargento Stan Showalter
- William Challee .......  Tenente Coronel
- Nancy Hsueh ....... Mama San